# Kalandshofen
Kalandshofen ist ein Wohnplatz der Hansestadt Osterburg (Altmark) im Landkreis Stendal in Sachsen-Anhalt.

## Geographie
Kalandshofen, ein kleiner Hof, liegt drei Kilometer nördlich von Osterburg und 2½ Kilometer südwestlich von Dobbrun in der Niederung der Biese, die östlich des Ortes nach Norden fließt. Westlich fließt der Kalandsgraben.

## Geschichte
Auf dem Messtischblatt von 1932 ist der Hof das erste Mal verzeichnet.

### Grünlandgebiet Kalandshofen
Das Gebiet nördlich von Osterburg und östlich der Bahnlinie Osterburg–Seehausen wird als Grünlandgebiet Kalandshofen bezeichnet. Im Jahre 2011 wurde die Biesealtarm Osterburg südlich vom Hof Kalandshofen renaturiert.